# 安娜·阿赫玛托娃文学纪念博物馆
安娜·阿赫玛托娃文学纪念博物馆（英语：Anna Akhmatova Literary and Memorial Museum）是俄罗斯圣彼得堡的一个文学博物馆，献给诗人安娜·安德烈耶芙娜·阿赫玛托娃 (1889–1966)。它成立于1989年，在阿赫马托娃诞辰一百周年之际。

## 宫殿
博物馆位于喷泉之家（Fountain House）的南楼（丰坦卡河河岸34号）。喷泉之家建于18世纪，是舍列梅捷夫家族的贵族宫殿, 而花园中的南楼建于1845年，由Ieronim Corsini设计。从1935年至1941年，这里开设了科普博物馆，在德国入侵后关闭。1918-1920年，安娜·阿赫玛托娃与第二任丈夫弗拉基米尔·希里奇科（Vladimir Shileyko）住在喷泉之家的北楼，后来从1920年代中期到1952年2月，又与伴侣尼古拉·普宁一起住在南楼。之后，整个建筑被移交给北极和南极探险研究所，直到20世纪下半叶，该研究所搬迁到新址后，才有可能将其改为博物馆。现在，主楼开设了圣彼得堡音乐博物馆（圣彼得堡国家戏剧和音乐博物馆的分馆），南楼则开设阿赫玛托娃博物馆。

## 博物馆
阿赫玛托娃博物馆成立于1989年，在阿赫马托娃诞辰一百周年之际，作为陀思妥耶夫斯基博物馆一个分馆。
2003年博物馆分为阿赫马托娃和普宁的故居纪念馆和文学馆两部分。截至2009年，该博物馆收藏了约5万件藏品，包括阿赫马托娃亲笔签名的作品、照片，以及阿赫马托娃及其同代人的手稿。

### 约瑟夫·布罗茨基的美国办公室
博物馆纳入了“约瑟夫·布罗茨基的美国办公室”，藏品由约瑟夫·亚历山德罗维奇·布罗茨基的遗孀玛丽亚·索扎尼赠送：家具、图书、明信片等，都来自布罗茨基在南哈德利 (馬薩諸塞州)的最后一处住所。

## 其他
在圣彼得堡，还有一座专注于阿赫玛托娃、她的圈子和她的时代，名为安娜·阿赫玛托娃，白银时代，位于圣彼得堡西南部阿夫托沃一座普通公寓楼的底层。
在乌克兰赫梅利尼茨基州的小村庄斯洛比斯卡-谢列希夫斯卡（乌克兰语：Слобідка-Шелехівська），有一个安娜·阿赫马托娃文学纪念博物馆（乌克兰语：Літературно-меморіальний музей Анни Ахматової）。